# Drňa
Drňa és un poble i municipi d'Eslovàquia. Es troba a la regió de Banská Bystrica.

## Història
La primera menció escrita de la vila es remunta al 1246.
La ciutat va ser annexada a Hongria després del primer arbitratge de Viena al 2 de novembre de 1938. En 1938, hi havia 381 habitants i era part del districte de Rimavská Sobota (hongarès: Rimaszombati járás). Durant el període 1938-1945, va tenir el seu nom en hongarès (Darnya / Darna).
Després de la Segona Guerra Mundial la ciutat va ser tornada a Txecoslovàquia.

## Demografia
| Godina             | 1994 | 2004    | 2014 | 2024   |
| ------------------ | ---- | ------- | ---- | ------ |
| Nombre de persones | 188  | 225     | 225  | 210    |
| Diferència         |      | +19,68% | +0%  | −6,66% |

| Godina             | 2023 | 2024   |
| ------------------ | ---- | ------ |
| Nombre de persones | 212  | 210    |
| Diferència         |      | −0,94% |